# (4059) Balder
(4059) Balder ist ein Asteroid des Hauptgürtels, der am 29. September 1987 vom dänischen Astronomen Poul Jensen am Brorfelde-Observatorium (IAU-Code 054) in der Nähe von Holbæk in der dänischen Region Sjælland entdeckt wurde.
Der Asteroid ist nach dem Lichtgott Balder aus der nordischen Mythologie benannt, der ein Sohn Odins war.